# Slaget vid Marstrand
Slaget vid Marstrand var en dansk belägring under Skånska kriget som varade mellan 6 juli och 23 juli 1677. 

## Upptakten
I januari 1677 hade Strömstad tagits av en svensk styrka. Efter en osedvanligt kall vinter gjordes inga militära manövrer förrän i juni, när Ulrik Fredrik Gyldenløve skickade 2 000 man under general Hans Løvenhjelm över gränsen till Bohuslän för att återta Strömstad. Efter att ha åstadkommit detta fortsatte Løvenhielm till Uddevalla. Samtidigt sjösatte Gyldenløve en stor styrka (1 600 man enligt danska källor, 3 000 enligt svenska) i riktning mot Marstrand. Han landsteg på den närbelägna Koön den 6 juli och började belägra staden.

## Belägringen
Marstrand skyddades av Karlstens fästning och skansarna Malepert (på östra sidan av hamnens norra inlopp), Gustafsborg (vid det södra inloppet), och Hedvigsholm (på ett skär beläget mitt i hamnen). Det svenska försvararna var inalles 600, ledda av kommendant Anders Sinclair. När danskarna krävde att fästningen skulle utrymmas skall Sinclair ha svarat "...det var ingen fästning att uppgifva, utan om danskarna behagade att helsa på, så vore all i ordning till ett välkomstkalas.""
Danskarna anföll Hedvigsholm först; efter att ha avslagit flera anfall måste de försvarande svenskarna överge skansen och retirera till Karlsten 20 juli. Malepert hade redan tagits 13 juli, och Gustafsberg övergavs snart därefter. Karlsten hade inte längre några utanverk, och efter kraftigt bombardemang från alla sidor gav sig kommendanten, mot villkoret att han och manskapet inte skulle fängslas utan tillåtas retirera till Värmland.

## Följder
Efter segern vid Karlsten, lade Gyldenløve in en besättning under Løvenhjelm för att försvara Marstrand innan han återvände till Norge. Genom intagandet av Marstrand fick danskar en skyddad och isfri hamn, vilket ytterligare förstärkte deras blockad av Göteborg. Dock fann Løvenhjelm sig snart hotad av en styrka på 3 000 man under Magnus De la Gardie och drog sig till Strömstad i augusti.